# Molteni (equip ciclista)

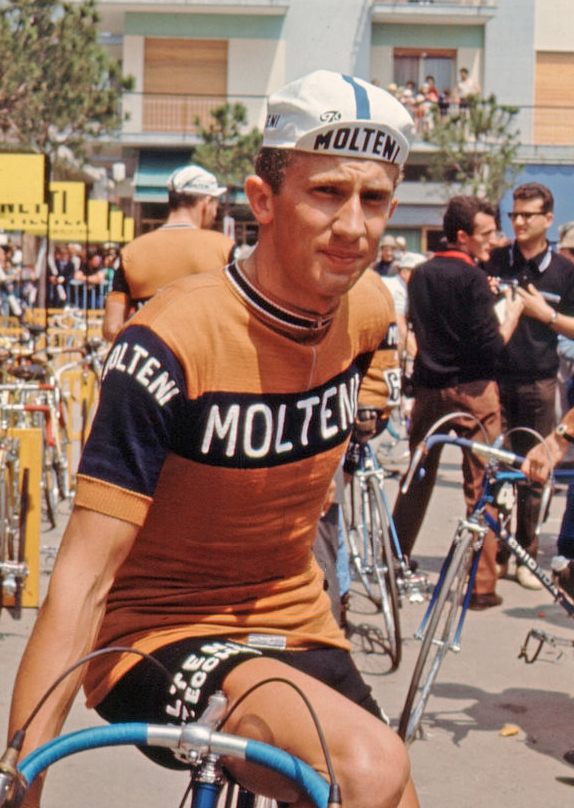
Gianni Motta

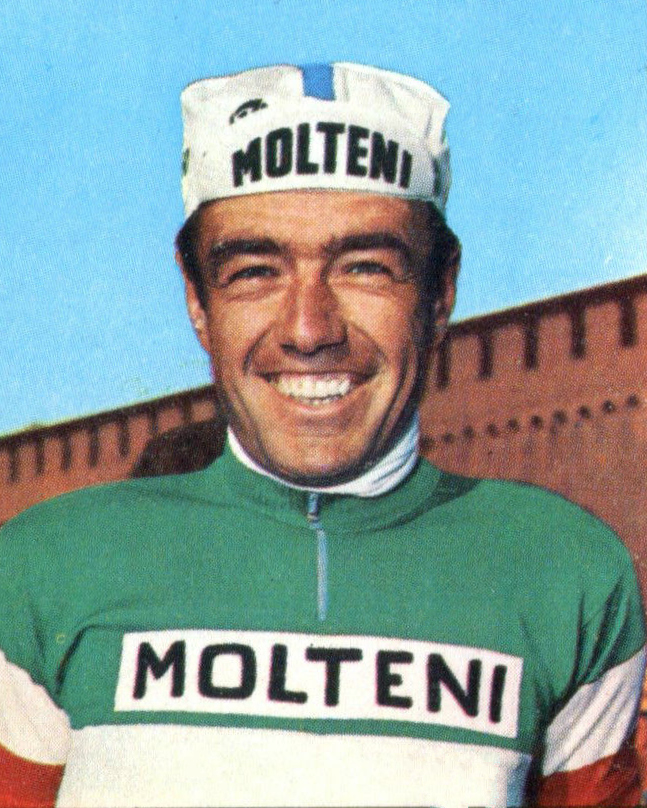
Franco Balmamion

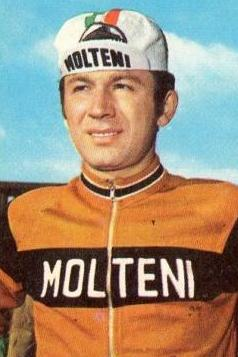
Pierfranco Vianelli

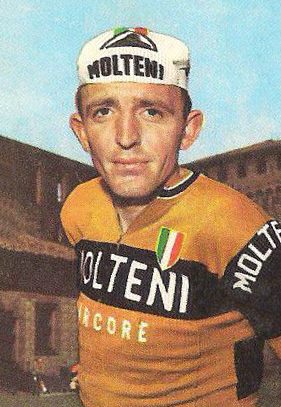
Martin Van Den Bossche

L'equip Molteni, va ser un equip ciclista italià i posteriorment belga, de ciclisme en ruta que va competir entre 1958 i 1976. Gran dominador durant la dècada del 1960 i 1970 amb més de 650 victòries. Va ser l'equip on Gianni Motta i Eddy Merckx van aconseguir els seus principals èxits

## Principals resultats
- Volta a Llombardia: Gianni Motta (1964), Eddy Merckx (1971, 1972)
- Milà-Sanremo: Michele Dancelli (1970), Eddy Merckx (1971, 1972, 1975, 1976)
- Lieja-Bastogne-Lieja: Eddy Merckx (1971, 1972, 1973, 1975), Joseph Bruyère (1976)
- París-Roubaix: Eddy Merckx (1973)
- Tour de Flandes: Eddy Merckx (1975)

### A les grans voltes
- Giro d'Itàlia
  - 18 participacions (1958, 1959, 1960, 1961, 1962, 1963, 1964, 1965, 1966, 1967, 1968, 1969, 1970, 1971, 1972, 1973, 1974, 1976)
  - 57 victòries d'etapa:
    - 1 el 1959: Rolf Graf
    - 2 el 1961: Pietro Chiodini, Adriano Zamboni
    - 1 el 1962: Armando Pellegrini
    - 3 el 1963: Guido Carlesi (2), Pierino Baffi
    - 2 el 1964: Michele Dancelli, Gianni Motta
    - 3 el 1965: Michele Dancelli (2), René Binggeli
    - 6 el 1966: Rudi Altig (2), Gianni Motta (2), Pietro Scandelli
    - 2 el 1967: Rudi Altig (2)
    - 4 el 1968: Gianni Motta, Guerrino Tosello, Marino Basso, Franco Bodrero
    - 7 el 1969: Marino Basso (4), Giancarlo Polidori, Davide Boifava, Michele Dancelli
    - 6 el 1970: Michele Dancelli (4), Marino Basso (2)
    - 6 el 1971: Marino Basso (3), Guerrino Tosello, Romano Tumellero, Giacinto Santambrogio
    - 5 el 1972: Eddy Merckx (4), Roger Swerts
    - 7 el 1973: Eddy Merckx (6), Roger Swerts
    - 2 el 1974: Eddy Merckx (2)
    - 1 el 1976: Joseph Bruyère

  - 4 classificacions finals:
    - Gianni Motta (1966)
    - Eddy Merckx (1972, 1973, 1974)

  - 8 classificacions secundàries:
    - Classificació per punts: Gianni Motta (1966), Marino Basso (1971), Eddy Merckx (1973)
    - Gran Premi de la muntanya: Martin Van Den Bossche (1970)
    - Classificació per equips: 1966, 1971, 1973, 1973

- Tour de França
  - 9 participacions (1963,[1] 1965,[2] 1966, 1969, 1970, 1971, 1972, 1974, 1975)
  - 37 victòries d'etapa:
    - 2 el 1965: Adriano Durante, Giuseppe Fezzardi
    - 4 el 1966: Rudi Altig (3), Tommaso De Pra
    - 2 el 1969: Marino Basso, Michele Dancelli
    - 3 el 1970: Marino Basso (3)
    - 6 el 1971: Eddy Merckx (4), Marinus Wagtmans, Herman Van Springel
    - 8 el 1972: Eddy Merckx (6), Jos Huysmans, Joseph Bruyère
    - 9 el 1974: Eddy Merckx (8), Jozef Spruyt
    - 3 el 1975: Eddy Merckx (2), Karel Rottiers

  - 3 classificacions finals:
    - Eddy Merckx (1971, 1972, 1973)

  - 9 classificacions secundàries:
    - Premi de la combativitat: Rudi Altig (1966), Eddy Merckx (1974, 1975)
    - Classificació dels esprints intermedis: Guido Neri (1966)
    - Classificació per punts: Eddy Merckx (1971, 1972)
    - Classificació de la combinada: Eddy Merckx (1971, 1972, 1974)

- Volta a Espanya
  - 1 participacions (1973)
  - 8 victòries d'etapa:
    - 8 el 1973: Eddy Merckx (6), Jos Deschoenmaecker, Roger Swerts

  - 1 classificacions finals:
    - Eddy Merckx (1973)

  - 1 classificacions secundàries:
    - Classificació per punts: Eddy Merckx (1973)
    - Classificació de la combinada: Eddy Merckx (1973)